# 티지 (가수)

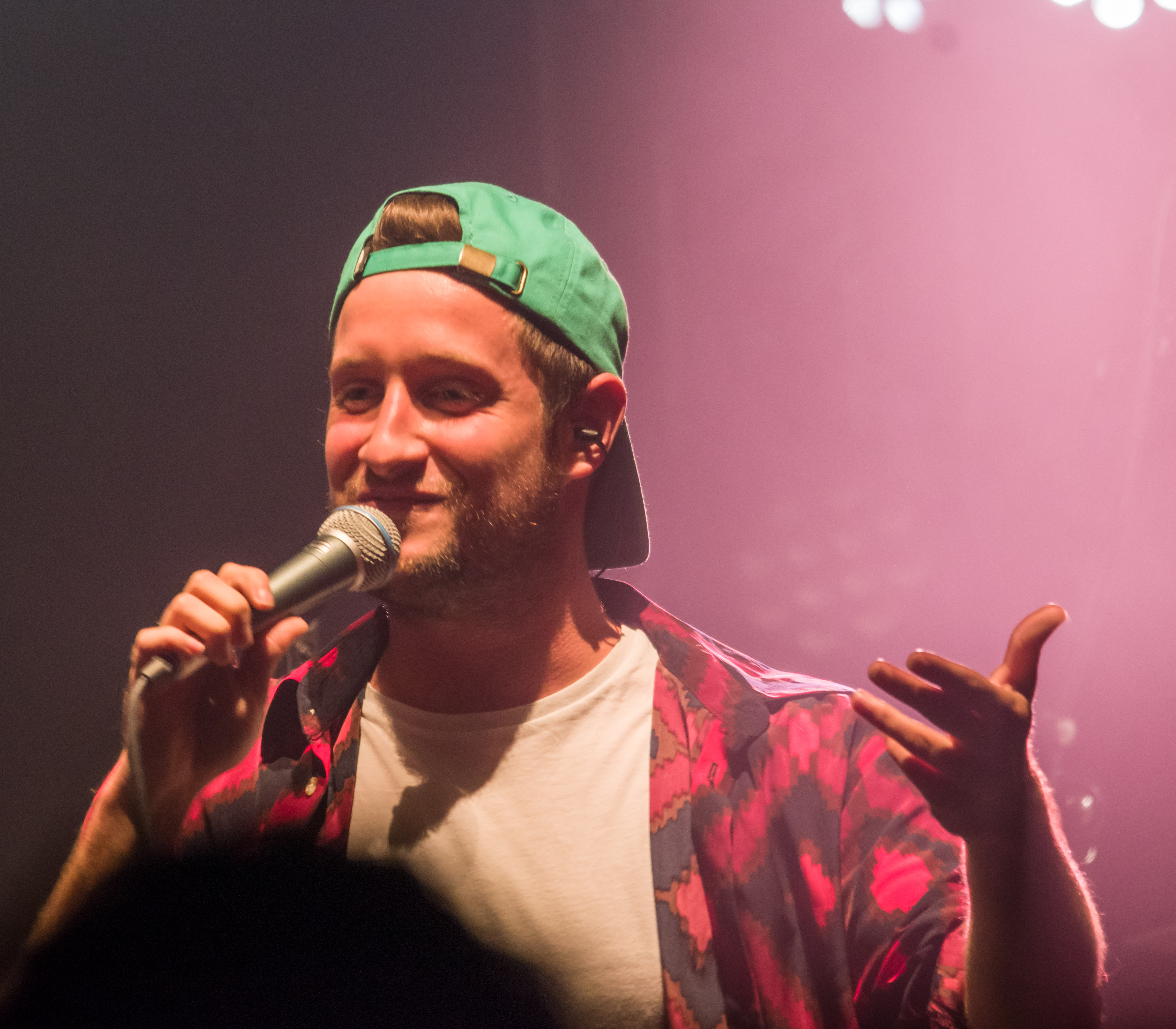
티지. 텐트 뮤직 페스티벌 2017 프라이 부르크, 독일

토니 무드라크(Toni Mudrack, 1990년 12월 8일 ~ )는 예명 티지(Teesy)라는 이름으로 잘 알려진 독일의 가수, 래퍼, 송라이터이다.

## 음반 목록
- Glücksrezepte (2014)
- Wünschdirwas (2016)